# Cacia triangularis
Cacia triangularis là một loài bọ cánh cứng trong họ Cerambycidae.